# Etelköz

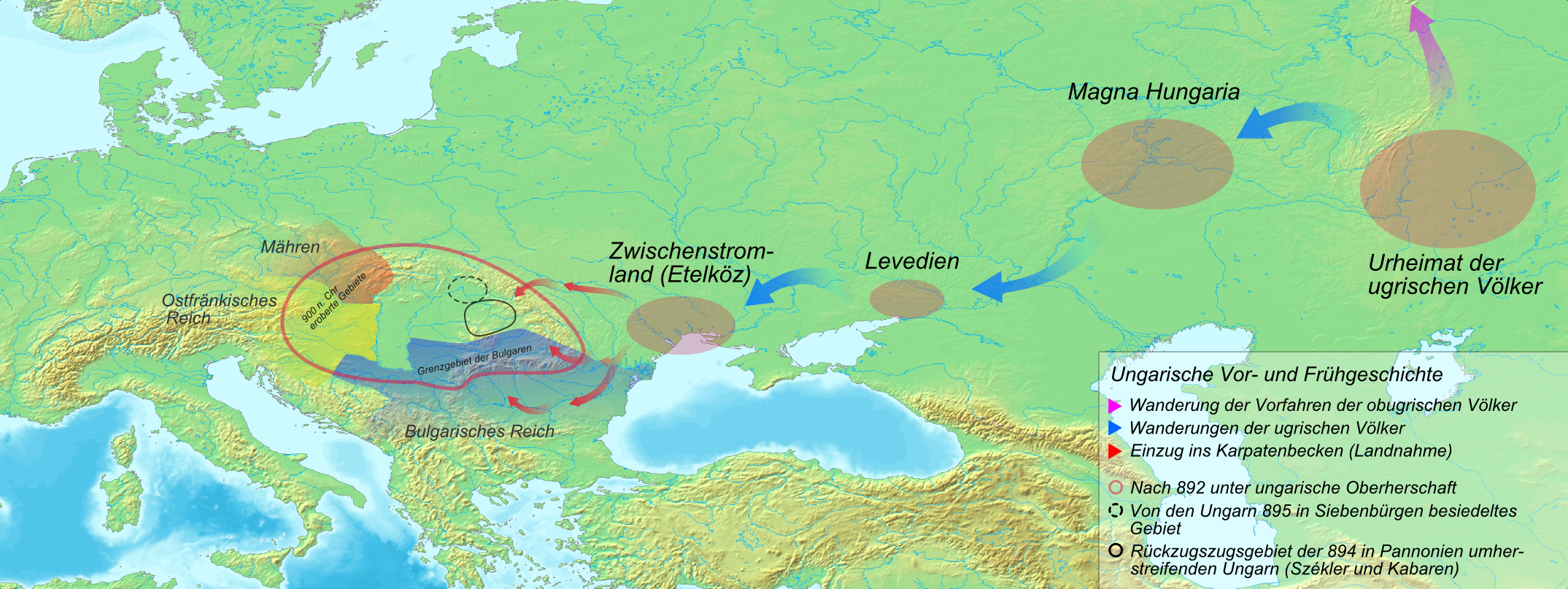
Ungarische Vor- und Frühgeschichte: Stationen der ungarischen Wanderung

Etelköz (auch Atelkuzu, ungarisch für „Land zwischen den Flüssen“) bezeichnet die letzte Heimat der Magyaren (Ungarn) kurz vor und vermutlich auch noch nach ihrer Einwanderung in das Karpatenbecken, etwa von der Mitte des 9. Jahrhunderts bis um 895, aus der die Magyaren von den Bulgaren unter Zar Simeon I. – verbündet mit den Petschenegen – vertrieben wurden.
Die Bezeichnung geht offenbar auf den byzantinischen Kaiser Konstantin VII. zurück, der um 950 dieses Wohngebiet der Magyaren als „Zwischenstromland“ bezeichnete. Die genaue Lage von Etelköz ist nach wie vor umstritten. Da die Besiedlung von Etelköz aber die vorletzte Etappe in der Westwanderung der Magyaren markiert, dürfte das betreffende Areal nordwestlich des Schwarzen Meeres und östlich der Karpaten gelegen haben.
Die nomadische Lebensweise der Magyaren als großviehhaltendes Reitervolk legt es außerdem nahe, sich bei der Lokalisierung von Etelköz auf das Steppengebiet zu konzentrieren. Zusammengenommen mit der Bezeichnung selbst ergibt sich, dass Etelköz östlich mindestens durch die Wolga (alttürkisch Etil), eher aber im Sinne der ungarischen Tradition durch den Unterlauf des Don, westlich mindestens durch den Unterlauf der Donau eingegrenzt werden kann. Es kann daher grob festgehalten werden, dass Etelköz im Gebiet der südlichen Ukraine, der Republik Moldau oder gegebenenfalls auch im nordöstlichen Rumänien zu lokalisieren ist.
| Verschiedene Angaben ungarischer Historiker zur Lokalisierung von Etelköz: |                                         |
| -------------------------------------------------------------------------- | --------------------------------------- |
| Ármin Vámbéry (1895)                                                       | zwischen Wolga und Dnepr                |
| Bálint Hóman (1908)                                                        | zwischen Dnepr und Donau                |
| Antal Bartha (1968)                                                        | zwischen Donau und Dnepr                |
| István Dienes (1972)                                                       | Ebene von der unteren Donau bis zum Don |
| András Gergely (1994)                                                      | Zwischen Dnepr und Dnjestr              |
| György Győrffy (1996)                                                      | im Gebiet des Dnepr                     |
| András Róna-Tas (1996)                                                     | zwischen Donau und Dnepr                |

## Berufung auf Etelköz
In der ungarischen Literatur wurde Etelköz zuweilen als „Land des Glücks“ romantisch überhöht.
Auch bezog sich der ungarische Nationalismus wiederholt auf Etelköz, so etwa mit dem Namen der 1920 entstandenen romantisierenden Geheimgesellschaft „Bund von Etelköz“ (EKSZ = Etelközi Szövetség), die 1920 im Zusammenhang mit dem von Gyula Gömbös geführten „Ungarischen Landeswehrmachtsverband“ (MOVE = Magyar Országos Véderö Egyesülete) entstand.